# 横島 (長崎県平戸市)
横島（よこしま）は、長崎県北部の北松浦半島沖にある島（無人島）。全島が同県平戸市（2005年9月30日までは北松浦郡田平町）に属する。
なお同市内の度島町には同名の横島 (Q34787948)がある。

## 概要
- 面積:約0.08km2
- 周囲:約2km

1981年（昭和56年）に最後の住民が島外に転出し無人島となった。田平町横島免として独立した町名をもち、郵便番号も付与（〒859-4827）されている。
平戸瀬戸のすぐ北方、田平町釜田港の北沖合にあり、チヌ・クロ等の釣り場としても知られている。

## 平戸オランダ商館関連遺跡
江戸時代初期、平戸にオランダ商館が置かれていた時代に本島は同商館の所有となっていた。商館長の日記等の史料によれば島内に航海用のロープ制作のための作業場や牧場、墓地が設けられ、ヒツジやヤギ等が飼育されるなど物資食料類の供給基地としての役割を果たしていたことが伝えられていた。関連する遺跡の調査はまとまった形では行われていなかったが、以前より元住民の間ではオランダ井戸や異人墓等の言い伝えが残っていた。
2005年に新設合併による新しい平戸市が発足した後、元住民等からの聞き取り調査などを踏まえて2009年（平成21年）10月より、平戸市教育委員会によりオランダ商館附属施設の発掘調査が開始され、護岸石垣等の関連遺構が確認された。この他、何らかの建物が建てられていたものとみられる礎石等も発見されており、今後も作業場跡等の遺構確認を目的とした調査が予定されている。

## 参考書籍
- 「図説 佐世保・平戸・松浦・北松の歴史」（久村貞男・萩原博文監修 2010年2月 郷土出版社刊）